# Saint-Baudelle
Saint-Baudelle är en kommun i departementet Mayenne i regionen Pays de la Loire i nordvästra Frankrike. Kommunen ligger i kantonen Mayenne-Ouest som tillhör arrondissementet Mayenne. År 2022 hade Saint-Baudelle 1 181 invånare.

## Befolkningsutveckling
Antalet invånare i kommunen Saint-Baudelle
| Referens: INSEE |